# سبانخ
| البلد                                                                     | الإنتاج (مليون طن) |
| ------------------------------------------------------------------------- | ------------------ |
| الصين                                                                     | 22.1               |
| الولايات المتحدة                                                          | 0.35               |
| اليابان                                                                   | 0.26               |
| تركيا                                                                     | 0.21               |
| إندونيسيا                                                                 | 0.13               |
| فرنسا                                                                     | 0.12               |
| باكستان                                                                   | 0.10               |
| الإنتاج العالمي                                                           | 24.3               |
| المصدر: UN Food & Agriculture Organization, Statistics Division (FAOSTAT) |                    |

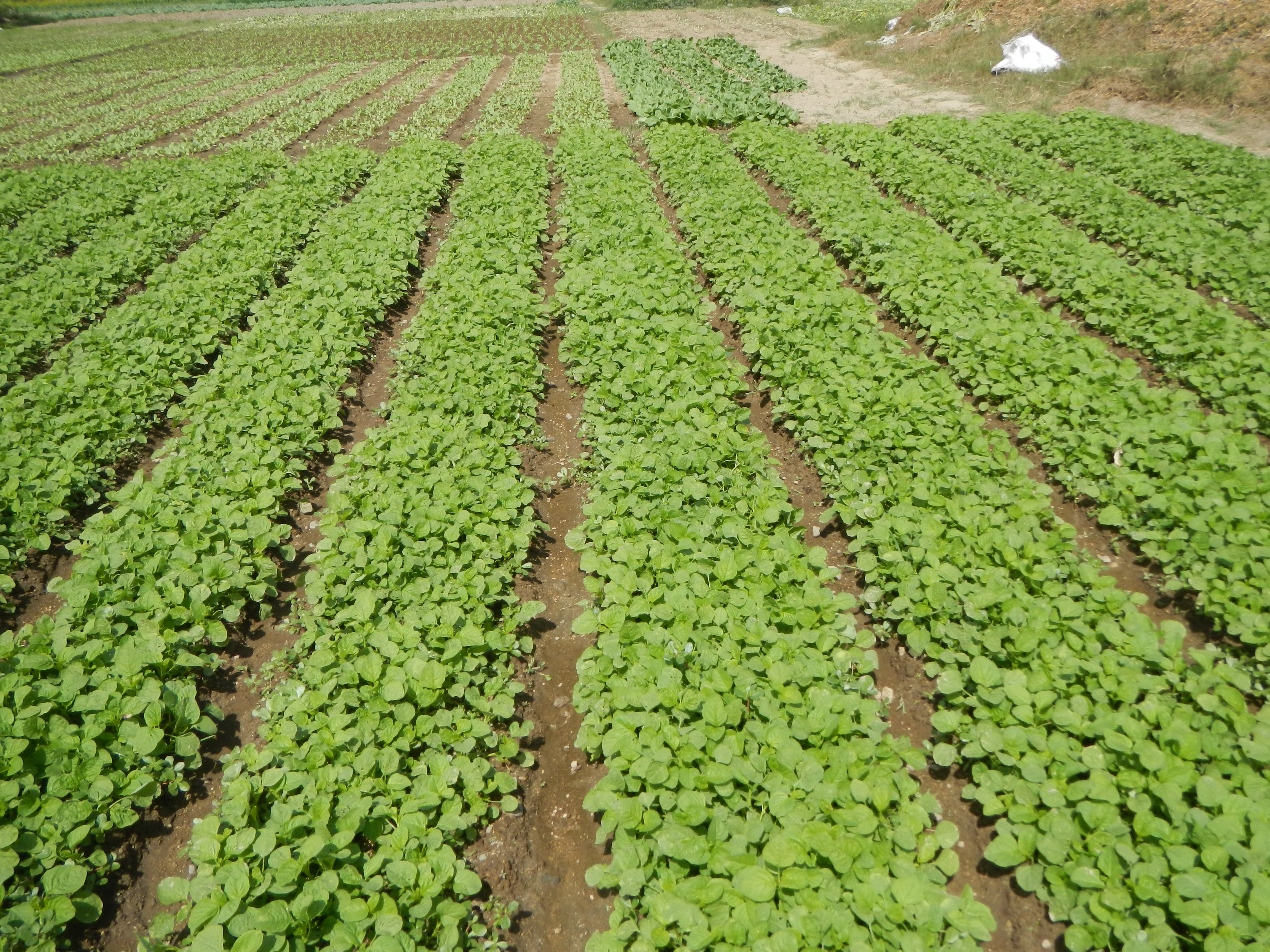
حقل سبانخ

السبانخ  أو الإِسفاناخ أو الاسفاناخ السرمقيات (الاسم العلمي: Spinacia oleracea) هو نبات زهري حولي ينتمي للفصيلة القُطَيفية. نبات حولي من الخضراوات الحقلية المألوفة، موطنه الأصلي آسيا وهو منخفض الطول ويبلغ طوله 30 سم، وينتج مجموعة سميكة من الأوراق العريضة الطرية. ويأكل الناس أوراقه نيئة أو مطبوخة. وينتمي السبانخ إلى البنجر أو الشمندر السويسري وإلى العديد من الأعشاب الشائعة.

## معلومات مهمة

### التاريخ
يعتقد أن أصل السبانخ كان من إيران القديمة. وفي العصور الوسطى ادخله العرب إلى أوربا في صقلية. وقال العالِم الزراعي الأندلسي ابن العوام في كتاب الفلاحة أن يسمى السبانخ «رئيس البقول».

### أنواع السبانخ

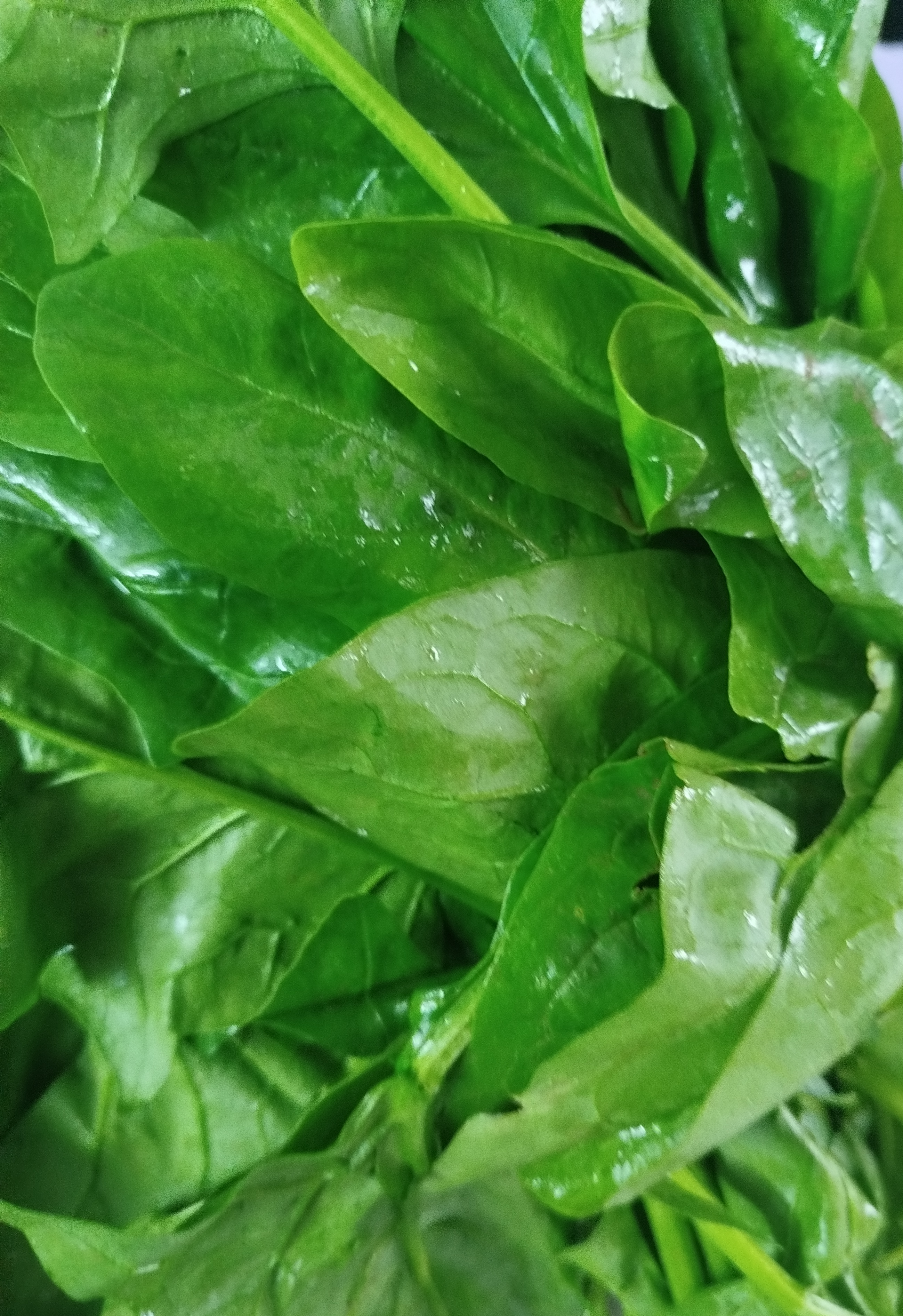
سبانخ

من الأكلات المغذية أكلة البورانى والتي تعتبر السبانخ المادة الرئيسية فيها، كذلك الفطائر التي تدخل في تكونيها، وفي الأخيرة يفضل أن تفرك فركا لا أن تسلق، وإذا أضيف لها توابل كالكزبرة والرمان ووضعت داخل العجين وقليت بالزيت فإن الفطائر المتكونة من هذا تعتبر غذاءً مثالياً. هذا ومن الضروري الاحتفاظ بماء السبانخ عند طهيه، لأن هذا الماء يحتوي على معظم الفائدة. أيضا من المستحسن عدم تناول السبانخ إذا ظهرت البذور بين أوراقه.وهناك السلق وهو من فصيلة السبانخ غير أن أوراقه متواصلة وليس لها نفس الشكل، وهو معروف ومغذَي وتسهل زراعته وإنتاجه.

## معلومات غذائية عن طبق السبانخ مع اللحم
يحضر طبق السبانخ مع اللحم باستخدام السبانخ، اللحم، البصل، عصير الليمون الحامض، الثوم، الكزبرة، الزيت النباتي، البهار والملح. تحتوي كل وجبة من السبانخ مع اللحم (400غ تقريباً) بحسب موقع شهية، على المعلومات الغذائية التالية:
- السعرات الحرارية: 456
- الدهون: 34
- الدهون المشبعة: 10
- الكوليسترول: 89
- الكاربوهيدرات: 12
- البروتينات: 29

## قراءة إضافية
- D. Maue, S. Walia, S. Shore, M. Parkash, S. K. Walia, S. K. Walia (2005). "Prevalence of Multiple Antibiotic Resistant Bacteria in Ready-to-Eat Bagged Salads". American Society for Microbiology meeting. June 5-9. ص. Atlanta.{{استشهاد بمنشورات مؤتمر}}:  صيانة الاستشهاد: أسماء متعددة: قائمة المؤلفين (link) Abstract نسخة محفوظة 23 يونيو 2013 على موقع واي باك مشين.
- Overview of Spinach from Innvista
- Rogers, Jo. What Food is That?: and how healthy is it?. The Rocks, Sydney, NSW: Lansdowne Publishing Pty Ltd, 1990. ISBN 1-86302-823-4.
- Cardwell, Glenn. Spinach is a Good Source of What?. The Skeptic. Volume 25, No 2, Winter 2005. Pp 31–33. ISSN 0726-9897
- Blazey, Clive. The Australian Vegetable Garden: What's new is old. Sydney, NSW: New Holland Publishers, 1999. ISBN 1-86436-538-2
- Stanton, Rosemary. Complete Book of Food and Nutrition. Australia, Simon & Schuster, Revised Edition, 1995. ISBN 0-7318-0538-0

## وصلات خارجية
- FAO spinach data sheet
- Fresh-Market Spinach: Background Information and Statistics USDA 2007
- Factors Affecting Spinach Consumption in the United States USDA 2004
- US import/export data
- Powell, D. and Chapman "Fresh and Risky" Food Safety Network, September 15, 2006 نسخة محفوظة 12 يونيو 2008 على موقع واي باك مشين.